# Bulbul tacat
El bulbul tacat (Ixonotus guttatus) és una espècie d'ocell de la família dels picnonòtids (Pycnonotidae) i únic membre del gènere Ixonotus. Es troba a l'Àfrica occidental i central. Els seus hàbitats principals són els boscos tropicals i subtropicals de frondoses humits de les terres baixes, la sabana seca, així com les plantacions i les àrees forestals fortament degradades. El seu estat de conservació es considera de risc mínim.